# 류자환
류자환(柳子煥, 1424년 ~ 1467년)은 조선의 문신이다. 본관은 영광(靈光)이다.

## 가족
증조부는 류언(柳漹)이고, 할아버지는 류두명(柳斗明)이며, 아버지는 부윤 류규(柳規)이다. 서제(庶弟)는 류자광(柳子光)이며, 처(妻)는 재상(宰相) 윤형(尹炯)의 딸이다.

## 생애
초명은 류자황(柳子晃)이나 예종의 이름 황(晃)을 피하여 자환으로 개명하였다.
1451년(문종 1) 능직(陵直)으로서 증광문과에 정과로 급제하였고, 1452년 승정원주서에 제수되었다. 이때에 세조(世祖)가 계유정난을 평정(平定)하고 모든 군사를 호령(號令)하니, 류자환이 승지(承旨) 박원형(朴元亨)을 보고 말하기를, "국가의 대사(大事)는 군사에 있는 것인데, 왕자(王子)가 어찌하여 전장(專掌)할 수 있는가? 오늘날의 일은 승정원에서 마땅히 병조(兵曹)와 더불어 함께 의논해서 행하여야 된다."하여, 좌우(左右)의 사람들이 매우 두려워하였다. 세조가 이 말을 듣고 웃으며 말하기를, "주서(注書)가 사기(事機)를 알지는 못하나, 그 말이 비범(非凡)하다."하고, 큰 그릇으로 여기었다.
1453년(단종 1) 수양대군(首陽大君)이 주도한 계유정난에 참가하고 정난공신(靖難功臣) 3등에 책록되었다. 세조가 말하기를, "류자환이 정난(靖難)할 때에 나에게 이르기를, ‘마음대로 군사를 소집할 수 없다.’고 하였으니, 가히 송백(松栢)과 같은 절조(節操)가 있는 자라 이를 만하다." 하였다.
1456년(세조 2) 종부시윤(宗簿寺尹)에 승진하고, 1459년에는 승정원 동부승지(同副承旨)에 발탁되었다. 이후 도승지(都承旨)에 이르렀다가 1462년 이조참판에 승진되면서 오성군(筽城君)에 책봉되었다. 이어 중추원부사를 거쳐 10월에는 호조참판을 지내고, 12월부터 다음해 5월까지 사은사(謝恩使)가 되어 명나라를 다녀왔다.
1463년 4월 사헌부 대사헌(大司憲)으로 전임되었다가 5월 전라도 남원에 거주하는 계모를 시병하기 위하여 사직하였다.
1466년 전라도 관찰사로 외방에 나갔다가 임기가 만료되기 전에 소환되어 자헌대부(資憲大夫)에 승진되었다. 1467년 병으로 인하여 졸(卒)하였다.
류자환은 관후(寬厚)하고 아량(雅量)이 있었으며, 아랫 사람에게 겸손 공근(謙遜恭謹)히 하고 사람을 접(接)할 때에 정성스럽게 하여 사람들이 명예(名譽)를 훼손시키는 일이 없었다. 그러나 문장(文章)과 정사(政事)에는 부족한 점이 있었으며, 평생 동안 생 것과 찬 것을 먹지 아니하여 기열(氣熱)이 있어서 코피를 흘려 빈사 상태(濱死狀態)에 이르렀어도 찬 것을 가까이 하지 않았다. 유자환은 미천하였을 때 어미의 상(喪)을 당하여 장사지내는 것을 뜻과 같이 못하여 매양 말이 이에 미치면 눈물을 흘리며 울었는데, 임종(臨終)할 때에 그 서제(庶弟) 류자광(柳子光)에게 부탁하기를, "내가 돌아가신 어머니를 개장(改葬)하려고 하였으나 하지 못하였으니, 다시 무슨 말을 하겠느냐? 내가 죽은 뒤에 나를 선조(先祖)의 무덤 곁에 장사지내고, 돌아가신 어머니를 이안(移安)하면 내가 죽어서 눈을 감을 것이다."라고 말을 마치고 죽었다. 시호(諡號)를 문양(文襄)이라 하였으니, 충신(忠信)하고 남을 사랑하는 것을 문(文)이라 하고, 일로 인하여 공(功)이 있는 것을 양(襄)이라 한다.